# Rasmus Myrgren
Paul Rasmus Myrgren (Lindome, 25 de novembro de 1978) é um velejador sueco da classe laser.

## Carreira
Representou seu país pela primeira nos Jogos Olímpicos de 2008. E em 2012, conquistou uma medalha de bronze, na classe laser. 